# Homeira Seljuqi
Homeira Malikyar Seljuqi (1912-1990) fue una política afgana. Junto con Aziza Gardizi, fue una de las dos primeras senadoras nombradas en 1965.

## Biografía
El padre de Seljuqi murió cuando ella era una niña. Tras ser enviada a la India para recibir tratamiento por una enfermedad, Seljuqi conoció a su futuro marido, Salihuddin Seljuk, cónsul afgano.
Tras las elecciones parlamentarias de 1965, las primeras en las que las mujeres podían votar y presentarse como candidatas, Seljuqi y Gardizi fueron nombradas senadoras por el rey Mohamed Zahir Shah, mientras que cuatro mujeres fueron elegidas miembros de la Cámara del Pueblo. Volvió a ser nombrada senadora tras las elecciones de 1969.
Después de la Revolución de Saur en 1979, Seljuqi se mudó a la India. Murió en 1990.